# طرار (فريدن)
طرار (بالفارسية: طرار) هي قرية تقع في قسم دالانكوه الريفي في إيران. يقدر عدد سكانها بـ 261 نسمة بحسب إحصاء 2016.